# Janusz Ściwiarski
Janusz Ściwiarski, właśc. Jan Janusz Ściwiarski (ur. 23 czerwca 1901 w Warszawie, zm. 18 października 1957 w Łodzi) – polski aktor teatralny i filmowy, śpiewak i reżyser teatralny.

## Życiorys
W wieki dziewięciu lat występował w balecie Warszawskich Teatrów Rządowych, następnie w amatorskim teatrze Stowarzyszenia Robotniczo-Chrześcijańskiego w Warszawie. Jednocześnie ukończył szkołę handlową w Warszawie. W latach 1915–1917 był żołnierzem 5. Pułku Piechoty Legionów Polskich. Następnie w latach 1918–1921 był żołnierzem ochotniczym Wojska Polskiego, uczestniczył w wojnie polsko-bolszewickiej, podczas której dostał się do niewoli, z której zbiegł by powrócić do Polski.
Do II wojny światowej był reżyserem, aktorem i kierownikiem artystycznym, głównie w warszawskich teatrach rewiowych, w tym m.in.: YMCA, Żołnierskim „Placówka” oraz w Dolinie Szwajcarskiej. Był również kierownikiem scen rewiowych na prowincji. W 1934 był kierownikiem warszawskiego teatru Mucha, a w 1939 kierował teatrem Variete na warszawskiej Pradze.
Podczas II wojny światowej był kierownikiem teatrów jawnych, w tym m.in.: Niebieskiego Motyla, Starej Mewy i Figaro. Był również współpracownikiem teatru Melodia, dla którego stworzył adaptację sztuki „Robert i Bertrand czyli Dwaj złodzieje”. Po wyzwoleniu Pragi kierował Teatrem Wojskowym przy IV Dywizji im. J. Kilińskiego (1944). Po II wojnie światowej zamieszkał w Łodzi i występował w łódzkich teatrach: Aktualności (1945, będąc jednocześnie dyrektorem), Osa (1948–1951), Małym (1951–1953). Był aktorem charakterystycznym, wcielał się m.in. w role: Jupitera („Orfeusz w piekle”), Negusa („Wesoła wdówka”), Pysella („Czarodziej znad Nilu”).
Był członkiem ZAIKS-u.

### Życie prywatne
Był synem Wawrzyńca Ściwiarskiego i Marii z domu Sadowskiej. Jego żoną była Maria z domu Podleśna.
Został pochowany w części rzymskokatolickiej Starego Cmentarza w Łodzi.

## Filmografia
- 1949: „Czarci żleb” – Tłuścioch
- 1950: „Warszawska premiera”
- 1950: „Pierwszy start” – pijaczek Miecznikowski
- 1950: „Dwie brygady”
- 1951: „Młodość Chopina” – szpicel
- 1951: „Gromada” – kułak Józef
- 1953: „Celuloza” – Sumczak, prezes związku chadeckiego
- 1954: „Uczta Baltazara” – gość w kawiarni
- 1954: „Pokolenie” – Ryszard Berg, mistrz w stolarni
- 1955: „Podhale w ogniu” – szlachcic Andrzej Kowalewski
- 1956: „Nikodem Dyzma” – uliczny sprzedawca parówek
- 1958: „Ósmy dzień tygodnia” – pijak grający na akordeonie

Źródło: FilmPolski.pl.

## Odznaczenia
- Krzyż Niepodległości
- Srebrny Krzyż Zasługi
- Medal Pamiątkowy za Wojnę 1918–1921[3]